# Victor LaMer
Victor Kuhn LaMer (* 15. Juni 1895 in Leavenworth, Kansas; † 26. September 1966 in Nottingham) war ein US-amerikanischer Chemiker, der sich um die Kolloidchemie und Physikalische Chemie verdient gemacht hat.
La Mer studierte an der University of Kansas mit dem Bachelor-Abschluss 1915 und setzte nach zwei Jahren als Lehrer sein Studium an der University of Chicago fort. Er forschte an der Carnegie Institution in Washington D.C. und ab 1919 an der Columbia University, an der er 1921 promoviert wurde. 1922 war er als Post-Doktorand in Cambridge und 1923 in Kopenhagen. Danach lehrte er dort, wurde 1928 Associate Professor und 1935 Professor. Im Zweiten Weltkrieg arbeitete er für die Regierung und forschte über Rauch und Aerosole. 1961 wurde er emeritiert. Er starb am 26. September 1966 während eines Aufenthaltes in England (Besuch der Faraday Society).
1924 brachte er den ersten experimentellen Beweis der Debye-Hückel-Theorie. 1933 fand er, dass die Reaktionsgeschwindigkeit von gelösten Ionen stark von der Temperatur abhing. Er befasste sich mit Säure-Basen-Gleichgewicht in unpolaren Lösungen wie Benzen. Er entwickelte das LaMer-Modell, welches das Wachstum von Nanopartikeln mithilfe eines kinetischen Ansatzes erklärt.
In seiner Forschung im Zweiten Weltkrieg entwickelte er einen Apparat zur Erzeugung von Aerosolen und fand eine Methode der Größenbestimmung von Aerosolen nach Entdeckung eines neuen optischen Effekts (Tyndall-Effekt höherer Ordnung).
Er gründete 1956 das Journal of Colloid and Interface Science.
1931 wurde LaMer Fellow der American Physical Society, 1945 Mitglied der National Academy of Sciences. 1956 erhielt er von der American Chemical Society den Kendall Award.